# Esztergom-Kertváros (stacja kolejowa)
Esztergom-Kertváros (węg. Esztergom-Kertváros vasútállomás) – stacja kolejowa w Ostrzyhomiu, w komitacie Komárom-Esztergom, na Węgrzech. 

## Linie kolejowe
- 2 Budapest – Esztergom
- 4 Esztergom – Almásfüzitő